# La mandrágora (Maquiavelo)
La mandrágora (en italiano, La mandragola) es una comedia en prosa escrita por Nicolás Maquiavelo en 1518. 
La mandrágora está considerada como un hito en el teatro occidental. Maquiavelo construye un texto en el que la conquista amorosa, con su exaltación y situaciones de emergencia, sirven como pretexto para desarrollar un tratado práctico y sabroso de estrategia política, sobre el arte de la participación, la manipulación, la persuasión y, finalmente, la conquista de una meta.
La mandrágora, a diferencia de otras obras del autor, fue publicada en vida de Maquiavelo.

## Argumento
La mandrágora es la obra dramática que cuenta la historia de Calímaco, un joven florentino residente en la ciudad de París, quien termina obsesionado de una mujer florentina de cuya belleza ha escuchado pero nunca ha visto en su vida (Lucrezia). La mujer resulta estar casada con un veterano doctor al que todos tomaban por tonto (Nicia) con el que parecía no poder tener hijos. Para lograr su objetivo, el de poder estar con ella, Calímaco se hace con la ayuda de un pícaro charlatán (Ligurio), un criado de su casa muy fiel (Siro), y un fraile que de forma sutil disfraza su hipocresía con su investidura (Fray Timoteo); juntos planean una estratagema que termina involucrando de forma inconsciente al mismo doctor y a la madre de Lucrezia (Sóstrata) para convencer a la muchacha de acceder a un tratamiento exótico, a partir de una pócima hecha de mandrágora, propuesto por un médico recién aparecido que supuestamente venía de París, quien no es otro que Calímaco fingiendo ser el galeno.

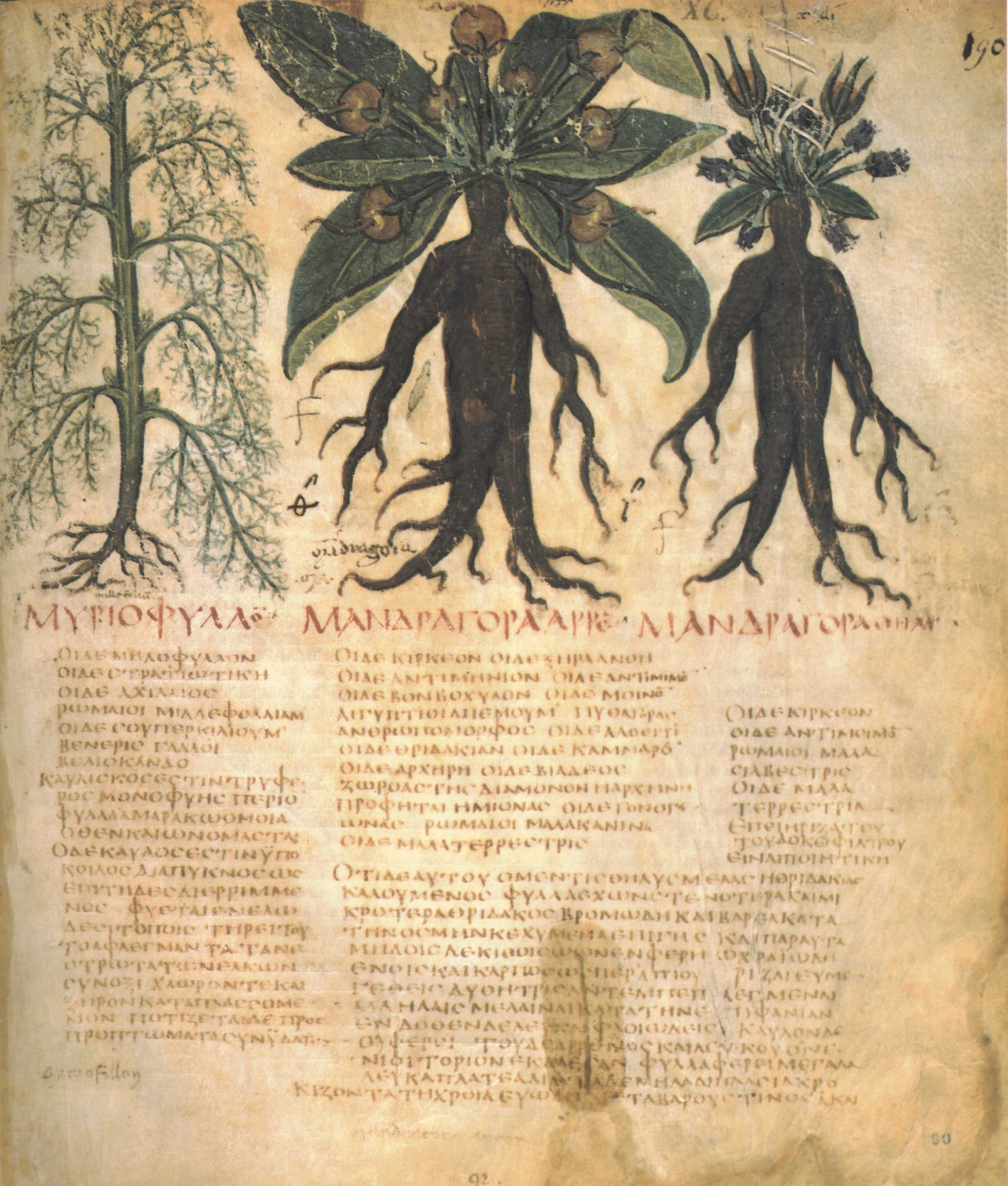
Imagen de la raíz de la planta de la que supuestamente se extraía el veneno que forma parte de la historia de La mandrágora.